# Jan Kappeyne van de Coppello
Jan Kappeyne van de Coppello (ur. 2 października 1822 w Hadze, zm. 28 lipca 1895 tamże) – holenderski prawnik i liberalny polityk. Był premierem Holandii w latach 1877–1879. Należał do Holenderskiego Kościoła Reformowanego.

## Życiorys

### Rodzina
Był synem dr. Johannesa van de Coppello i sędzi Cornelii Sary Gallé.

### Wczesne lata
Po ukończeniu szkoły podstawowej Outercourt w Hadze, Kappeyne był uczony w domu przez swojego ojca, nauczyciela w gimnazjum. W szkole średniej uczył się języka greckiego. Po śmierci ojca w 1833 opiekował się nim ważny polityk Guillaume Groen van Prinsterer. W tym samym roku zaczął się uczyć prawa rzymskiego i ogólnego na uniwersytecie w Lejdzie. W 1845 został prawnikiem w Hadze. W 1860 został wybrany do rady miasta jako liberał.

### Kariera polityczna
W 1862 został wybrany do Tweede Kamer jako liberał dla Hagi. W 1866 utracił stanowisko. Pokonał go François de Casembroot. W 1871 ponownie został członkiem Tweede Kamer jako liberał dla Haarlem. W latach 1876–1877 był liderem partii liberalnej. W parlamencie był znany ze swych komicznych nowelizacji. W 1877 był formatorem liberalnego rządu. Został ministrem spraw wewnętrznych i oddał miejsce w parlamencie. Był wyznaczony na przewodniczącego Rady Ministrów (de facto premiera), oficjalnie tymczasowo, jednakże był politycznym liderem rządu. Jako premier uchwalił kilka ważnych ustaw, m.in. nowe prawo edukacji podstawowej, które stawiało wyższe wymagania dotyczące jakości budynków szkół oraz zarobków nauczycieli. To podniosło obciążenia finansowe publicznych szkół, jedynie prywatne otrzymywały subwencje rządowe. Szkoły religijne, które nie utrzymały ciężaru zostały w efekcie zakazane. Doprowadziło to do petycji obywatelskiej popartej przez partie antyrewolucyjną oraz katolicką. 10 czerwca 1879 zaproponowane przez niego prawo zostało odrzucone przez parlament. 2 lipca Kappeyne podał się do dymisji, którą król Wilhelm III Holenderski odrzucił. Kappeyne ponownie poprosił monarchę o zdymisjonowanie. Tym razem dymisja została przyjęta i 20 sierpnia 1879 utracił stanowisko premiera.

### Życie po zakończeniu kariery politycznej
W 1879 Kappeyne wrócił do swojej kancelarii prawnej w Hadze. Próbował ponownie zostać członkiem parlamentu w 1880, 1883 i 1884, ale ani razu mu się nie powiodło. Były premier pozostał prawnikiem do śmierci w 1895. W tamtym okresie odrzucił propozycję zostania honorowym profesorem prawa, którą otrzymał od uniwersytetu w Lejdzie. W 1888 został wybrany do Senatu (Eerste Kamer) jako liberał z Holandii Północnej. W Senacie wybrał bardziej konserwatywną drogę i pozostał backbencherem.

## Życie prywatne
Van de Coppello nigdy się nie ożenił. Był wujkiem dwóch senatorów: junkiera dr Edzarda Tjardy van Starkenborgha Stachouwera i Jacobusa Kappeyne’a van de Coppello.

## Odznaczenia
- Order Lwa Niderlandzkiego III klasy (Kawaler): 12 maja 1874
- Order Lwa Niderlandzkiego II klasy (Komandor): 2 listopada 1878